# Marko Kassl
Marko Kassl (* 1976 in Klagenfurt) ist ein österreichischer klassischer Akkordeonist.

## Werdegang
Seinen ersten Akkordeonunterricht erhielt er an der Slowenischen Musikschule Kärnten bei Majda Golob. Seine Musikstudien begann er 1994 mit dem Fach Instrumentalpädagogik am Kärntner Landeskonservatorium bei Mika Väyrynen. Dieses Studium führte er bis 1998 fort.
Im Jahr 1999 setzte er seine Ausbildung bei James Crabb an der Musikuniversität Graz fort. Sodann wechselte er zur Hochschule für Musik Detmold, Abteilung Dortmund zu Mie Miki-Schenk und studierte dort von 2000 bis 2002 Akkordeon und setzte sein Studium bis 2006 bei Miki-Schenk an der Folkwang Universität  fort. Er schloss dort sein Studium mit dem Konzertexamen ab. Meisterkurse absolvierte Kassl bei Matti Rantanen, Margit Kern, Peter Gerter, Vladimir Dolgopolov und Friedrich Lips.
Seit 2007 ist Kassl Lehrbeauftragter für Akkordeon an der Hochschule für Musik Detmold.

## Konzerttätigkeit
Kassl tritt als Solist und Kammermusiker international auf, er wurde u. a. eingeladen zum Ankara Festival, dem Mersin Music Festival, den Donaueschinger Musiktagen, beim Musikfestival Dubrovnik und beim Ljubljana Festival. Auch wirkte bei diversen Rundfunkaufnahmen mit.
Er war an Uraufführungen von Werken zahlreicher zeitgenössischer Komponisten, so Stefan Heucke, Wilfried Maria Danner, Sinta Wullur, Ivo Petrić, Bruno Strobl, Chiel Meijering, Philemon Mukarno, Felipe Waller, Hanna Eimermacher und Andreas Kunstein beteiligt.

## Auszeichnungen
- 2004 erhielt Kassl das  Stipendium des Richard-Wagner-Verbandes.
- 2002 wurde ihm der GWK-Förderpreis Musik zuerkannt.
- 1998 gewann er den 1. Preis beim Österreichischen Akkordeonwettbewerb
- Schon 1990 errang er den 3. Preis beim Wettbewerb „ProLoco“ in Camalo/Italien

## CD-Einspielungen
- Heimat, Ersteinspielungen von Werken Stefan Heuckes und Leoš Janáčeks im Duo mit dem Pianisten Tobias Bredohl (2008)
- Spielzeug mit Werken von Toshio Hosokawa, Christian Wolff, Philemon Mukarno, Hector Moro und Gerard Grisey in Zusammenarbeit mit der Klarinettistin Fie Schouten und dem Posaunisten Koen Kaptijn.
- Nut[1] Decade (1993) von Enric Raxach mit der Klarinettistin Fie Schouten